# Creta Forata
Creta Forata to szczyt w Alpach Karnickich we Włoszech. Leży na granicy dwóch prowincji: Udine i Belluno.